# Pertusaria panyrga
Pertusaria panyrga är en lavart som först beskrevs av Erik Acharius, och fick sitt nu gällande namn av A. Massal. Pertusaria panyrga ingår i släktet Pertusaria och familjen Pertusariaceae.  Arten är reproducerande i Sverige. Inga underarter finns listade i Catalogue of Life.